# میشل عبداللهی

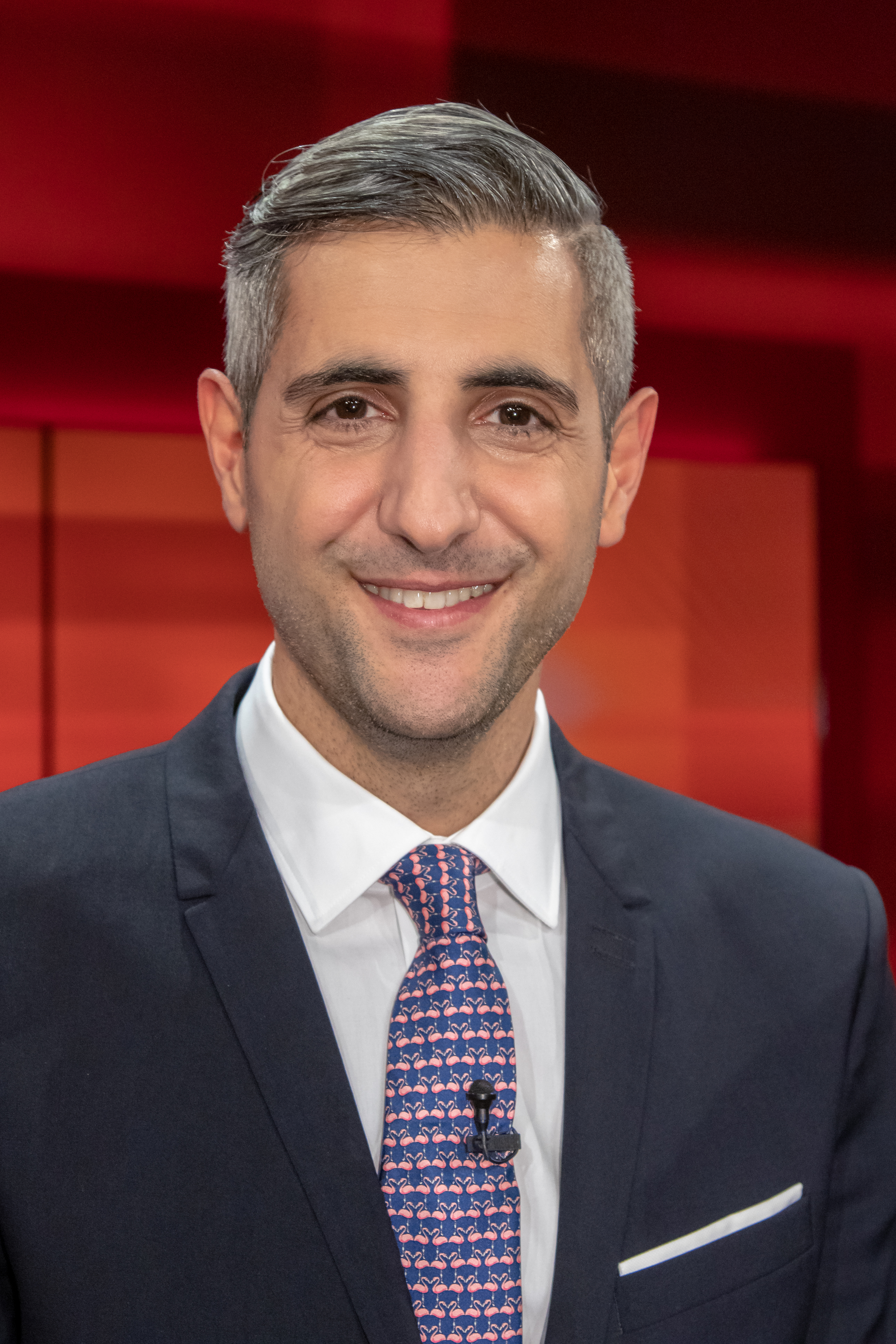
میشل عبداللهی (۲۰۱۸)

میشل عبداللهی (متولد ۳۱ فروردین ۱۳۶۰ در تهران) سخنران، هنرمند، نقاش، روزنامه‌نگار و نویسنده ایرانی تبار ساکن آلمان است. عبدالهی در سال ۲۰۱۶ موفق به کسب جایزه سال تلویزیون آلمان شده که این جایزه به دلیل موفقیت، مسئولیت و موضع وی در تهیهٔ گزارش‌های خیابانی‌اش به ویژه گزارشی در رابطه با روستایی که ساکنان آن عمدتاً گرایش راست افراطی و همدلی با نازی‌ها دارند به او اعطا شد.

## زندگی
عبداللهی متولد تهران است و در سال ۱۹۸۶ به همراه خانواده به هامبورگ، آلمان نقل مکان کرد و در محله آیدل اشت هامبورگ دوران کودکی و نوجوانی خود را گذرانده است. وی در رشته‌های حقوق و ایران‌شناسی در دانشگاه هامبورگ تحصیل کرده است.

## جوایز
- ۲۰۱۶: برنده جایزه سال تلویزیون آلمان در رده بهترین عملکرد شخصی اطلاعات (با نگاه ویژه به گزارش عبدالهی در مورد روستایی با ساکنان نئونازی)
- ۲۰۱۷: برنده جایزه گوستاف گروندگنس[۴]
- ۲۰۱۷: نامزد جایزه گریم[۵]
- ۲۰۱۸: نامزد جایزه سال تلویزیون آلمان[۶]

## پیوندها
- وب سایت رسمی